# Miss Mundo 1977
Miss Mundo 1977 fue la 27.ª edición del certamen de Miss Mundo, cuya final se llevó a cabo el 17 de noviembre de 1977 en el Royal Albert Hall, Londres, Reino Unido. La ganadora fue Mary Stavin de Suecia siendo así la tercera vez que su país gana en 25 años, la primera vez fue en la 1.ª edición, es decir Miss Mundo 1951, donde triunfó su compatriota Kerstin «Kiki» Håkansson, y en la 2.ª edición ganó May Louise Flodin también de Suecia. Stavin fue coronada por Miss Mundo 1976, Cindy Breakspeare de Jamaica.

## Resultados
| Resultados Finales      | Finalistas |
| ----------------------- | --- |
| Miss Mundo 1977         | - Suecia - Mary Ann Catrin Stavin |
| 1° Finalista            | - Holanda - Ineke Berends |
| 2° Finalista            | - Alemania - Dagmar Winkler |
| 3° Finalista            | - Brasil - Madalena Sbaraini |
| 4° Finalista            | - Estados Unidos - Cindy Darlene Miller |
| 5° Finalista            | - Reino Unido - Madeleine Karen Stringer |
| 6° Finalista            | - Australia - Jaye-Leanne Hopewell |
| Semifinalistas (Top 15) | - Austria - Eva Maria Düringer - Dinamarca - Annette Dybdal Simonsen - España - Guillermina Ruiz Doménech - Finlandia - Asta Seppälä - Francia - Véronique Fagot - México - Elizabeth Aguilar González - Perú - María Isabel Frías Zavala - Suiza - Danielle Patricia Haberli |

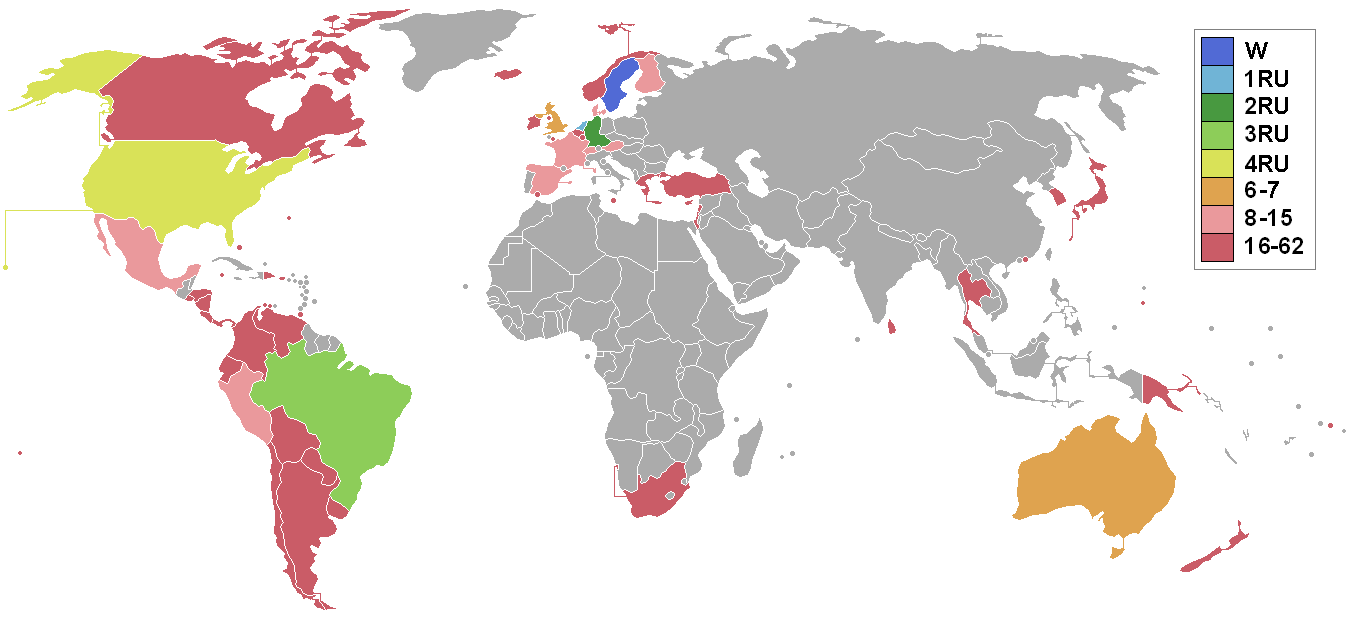
Países y territorios que enviaron delegados y resultados del Miss Mundo 1977

### Premiaciones Especiales
- Miss Personalidad:  Paraguay - María Elizabeth Giardina
- Miss Fotogénica:  Alemania - Dagmar Gabriele Winkler

## Candidatas
62 candidatas participaron en el certamen.
| - Alemania - Dagmar Gabriele Winkler - Argentina - Susana Beatriz Stéfano - Aruba - Helene Marie Croes - Australia - Jaye-Leanne Hopewell - Austria - Eva Maria Düringer - Bahamas - Laurie Lee Joseph - Bélgica - Claudine Marie Vasseur - Bermudas - Connie Marie Firth - Bolivia - Elizabeth Yanone Morón - Brasil - Madalena Sbaraini - Canadá - Marianne McKeen - Chile - Annie Marie Garling Vial - Chipre - Georgia Georgiou - Colombia - María Clara O'Byrne Aycardi - Corea - Kim Soon-ae - Costa Rica - Carmen María Núñez Benavides - Curazao - Xiomara Maria Winklaar - Dinamarca - Annette Dybdal Simonsen - Ecuador - Lucía del Carmen Hernández Quiñones - El Salvador - Magaly Varela Rivera - España - Guillermina Ruiz Doménech - Estados Unidos - Cindy Darlene Miller - Finlandia - Asta Seppäla - Francia - Véronique Fagot - Gibraltar - Lourdes Holmes - Grecia - Lina Ioannou - Guam - Diane Haun - Holanda - Ineke Berends - Honduras - María Marlene Villela - Hong Kong - Ada Lui Shu-Yang - Irlanda - Lorraine Bernadette Enriquez | - Isla de Man - Helen Jean Shimmin - Islandia - Sigurlaug (Dilly) Halldórsdóttir - Islas Caimán - Patricia Jane Jackson-Patiño - Israel - Ya'el Hovav - Japón - Chizuru Shigemura - Jersey - Blodwen Pritchard - Líbano - Vera Alouane - Luxemburgo - Jeannette Henriette (Jenny) Colling - Malta - Pauline Lewise Farrugia - México - Elizabeth Aguilar González - Nicaragua - Beatriz Obregón Lacayo - Noruega - Åshild Jenny Ottesen - Nueva Zelanda - Michelle Jean Hyde - Panamá - Anabelle Vallarino - Papúa Nueva Guinea - Sayah Karukuru - Paraguay - María Elizabeth Giardina - Perú - María Isabel Frías Zavala - Puerto Rico - Didriana (Dee Dee) del Río - Reino Unido - Madeleine Karen Stringer - República Dominicana - Jacqueline Patricia Hernández - Samoa - Ana Decima Schmidt - Sri Lanka - Sharmini Senaratna - Sudáfrica - Vanessa Wannenberg - Suecia - Mary Ann Catrin Stavin - Suiza - Danielle Patricia Haberli - Tahití - Therese Amo - Tailandia - Siriporn Savanglum - Trinidad y Tobago - Marlene Villafana - Turquía - Kamer Bulutote - Uruguay - Adriana María Umpierre Escudero - Venezuela - Jackeline van den Branden Oquendo |

### No concretaron su participación
Boicot
Por segundo año consecutivo hubo boicot en la competencia debido a la presencia de una participante de raza blanca de Sudáfrica debido a la ley del Apartheid que regía en ese país discriminando a las personas de raza negra.
| - Filipinas - Ana Melissa (Peachy) Ofilada Veneracion - India - Veena Prakash - Indonesia - Siti Mirza Nuria Arifin - Jamaica - Sandra Kong - Liberia - Welma Albertine Wani Campbell | - Malasia - Christine Mary Lim Lim Boey - Mauricio - Maria Ingrid Desmarais - Singapur - Veronica Lourdes - Suazilandia - Zanella Tutu Tshabalala - Yugoslavia - Svetlana Višnjić |

Candidatas descalificadas
Fueron descalificadas por no cumplir los requisitos mínimos de edad que exige la competencia.
- Italia - Anna Maria Kanakis (Tenía 15 años al momento de su elección).
- Malta - Janice Galea (Fue remplazada por Pauline Lewise Farrugia).

## Sobre los países en Miss Mundo 1977

### Debut
- Islas Caimán
- Isla de Man
- Papúa Nueva Guinea
- Samoa

### Regresos
- Compitió por última vez en 1971:
  -  Panamá
- Compitieron por última vez en 1975:
  -  Bolivia
  -  Nicaragua
  -  Sri Lanka

### Crossovers
| Miss Universo - 1973: Alemania - Dagmar Gabrielle Winkler - 1977: Austria - Eva Maria Düringer (Primera finalista) - 1977: Bélgica - Claudine Marie Vasseur - 1977: Bermudas - Connie Marie Firth - 1977: Francia - Véronique Fagot - 1977: Holanda - Ineke Berends (Top 12) - 1977: Nicaragua - Beatriz Obregón (Top 12) - 1977: Noruega - Åshild Jenny Ottesen - 1977: Perú - María Isabel Frías Zavala - 1977: Uruguay - Adriana María Umpierre Escudero (Segundo lugar Traje Nacional) - 1978: España - Guillermina Ruiz Doménech (Segunda finalista) - 1978: Irlanda - Lorraine Bernadette Enriquez (Top 12) | Miss Internacional - 1977: Alemania - Dagmar Gabriele Winkler (Primera finalista) - 1977: Honduras - María Marlene Villela - 1978: Francia - Véronique Fagot - 1978: Irlanda - Lorraine Bernadette Enriquez (Cuarta finalista) - 1978: Suiza - Danielle Patricia Haberli Miss Europa - 1978: Alemania - Dagmar Gabriele Winkler (Primera finalista) - 1978: Francia - Véronique Fagot - 1978: Irlanda - Lorraine Bernadette Enriquez |

## Otros datos de relevancia
- Dagmar Gabriele Winkler (Alemania) se desempeña en la actualidad como política en su país.